# Hymedesmia basispinosa
Hymedesmia basispinosa är en svampdjursart som beskrevs av William Lundbeck 1910. Hymedesmia basispinosa ingår i släktet Hymedesmia och familjen Hymedesmiidae. Inga underarter finns listade i Catalogue of Life.